# 다이촌 (오카야마현)
다이촌(田井村)은 오카야마현 고지마군에 있던 촌이다. 현재의 다마노시의 일부에 해당한다.

## 역사
- 1889년 6월 1일 - 정촌제 시행에 의해 고지마군 다이촌이 성립하였다.
- 1906년 4월 1일 - 다이촌이 분할해 일부 구역은 하치하마정에, 잔부는 다마노촌 일부와 합병해 우노촌이 신설하여 폐지되었다.

## 참고문헌
- 角川日本地名大辞典 33 岡山県
- 『市町村名変遷辞典』東京堂出版、1990年。